# Master de Pilotos
El Master de Pilotos es una competencia anual de karting creada en Argentina para cerrar el año del automovilismo en aquel país y con el fin de coronar a un ganador de entre varios pilotos argentinos de participación nacional e internacional. La carrera se disputa año a año, luego de finalizados todos los campeonatos de automovilismo del país y del exterior. Los pilotos más destacados del automovilismo argentino deberán medir fuerzas a bordo de kartings en igualdad de condiciones. Finalmente, quien resulte ganador de esta prueba, es condecorado con el título de "Maestro de Maestros".

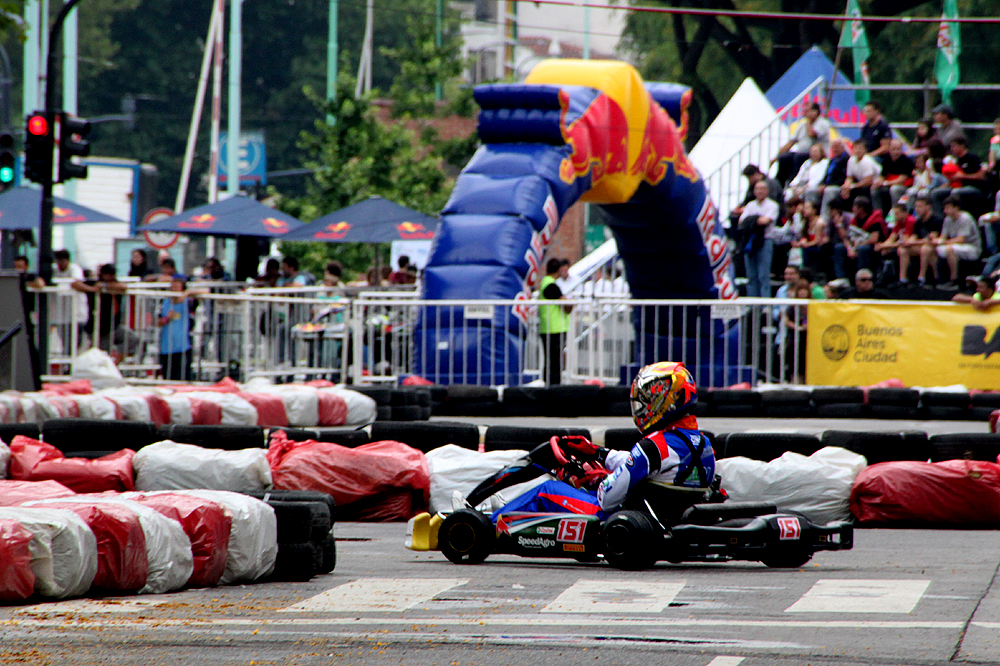
Master de Pilotos en Puerto Madero

La primera competencia se desarrolló en el año 2005 en un circuito callejero montado sobre la emblemática Avenida 9 de Julio, al pie del Obelisco de la Ciudad de Buenos Aires y con apoyo de la cadena de televisión deportiva Fox Sports, siendo su primer ganador el cordobés José María López, en ese entonces piloto de la categoría GP2 Series. En el año 2011, el torneo sufrió una modificación en su reglamento, disputándose una carrera correspondiente a la clausura del año 2011 y la segunda a la apertura del año 2012.
El último ganador de esta competencia en su formato original fue el piloto de Turismo Carretera y TC 2000, Matías Rossi, quien además se convirtió en el primer piloto en repetir este título, ya que había alcanzado esta distinción en el certamen del año 2007.
Asimismo, la nueva edición del Master de Pilotos arrojó como resultado final en su carrera inicial, la victoria de Matías Rossi, mientras que en la segunda el ganador fue el entonces piloto de TC Norberto Fontana. El ganador del certamen completo fue Norberto Fontana, quien por acumulación de puntos entre ambos compromisos se hizo con el Master de Pilotos.

## Ganadores
| Año  | Ganador           | Condición deportiva               |
| ---- | ----------------- | --------------------------------- |
| 2005 | José María López  | Piloto de GP2 Series              |
| 2006 | Mariano Altuna    | Piloto de Turismo Carretera       |
| 2007 | Matías Rossi      | Piloto oficial Chevrolet TC 2000  |
| 2008 | Esteban Guerrieri | Piloto de World Series by Renault |
| 2009 | Leonel Pernía     | Piloto oficial Honda TC 2000      |
| 2010 | Matías Rossi      | Piloto oficial Toyota TC 2000(*)  |

### Observación
(*): Al momento de competir en el Master de Pilotos 2010, ya se había oficializado su pase a la escuadra Toyota Team Argentina, luego de competir durante todo 2010 para la escuadra Renault Lo Jack Team.

## Reformulación del Master de Pilotos
En el año 2011, la organización del evento firmaría un contrato con la casa japonesa Toyota, poniendo en juego para el ganador del Masters una unidad Toyota Corolla cero kilómetro, pero a su vez el torneo recibiría una reforma especial. El nuevo Master de Pilotos a partir del año 2011, establecería la realización de un torneo bienal de dos competencias puntuables, de la cual su ganador sería aquel que sume la mayor cantidad de puntos entre ambas competencias. La primera competencia, correspondiente a la clausura del año 2011, se desarrolló como de costumbre en el clásico circuito montado sobre la Avenida 9 de Julio de la Ciudad de Buenos Aires, a los pies del Obelisco, mientras que la segunda competencia, correspondiente a la apertura del año 2012, se desarrolló sobre un circuito improvisado sobre el Parque Industrial de la localidad de Almirante Brown.
Las carreras arrojaron como resultados las victorias de Matías Rossi en el Clausura 2011 y Norberto Fontana en el Apertura 2012. Sin embargo, por sumatoria de puntos en ambas carreras, Fontana ganaría el Master de Pilotos, siendo acreedor además del premio mayor: El Toyota Corolla cero kilómetro.
En 2013, el Master de Pilotos contó nuevamente con dos fechas: Puerto Madero en octubre, y Almirante Brown en diciembre. Esteban Guerrieri triunfó en la primera prueba.

## Ganadores del Nuevo Master de Pilotos
| Año         | Ganador Carrera 1           | Ganador Carrera 2  | Ganador Master              |
| ----------- | --------------------------- | ------------------ | --------------------------- |
| 2011 - 2012 | Matías Rossi                | Norberto Fontana   | Norberto Fontana            |
| 2013 - 2014 | Esteban Guerrieri           | Mauro Giallombardo | Esteban Guerrieri           |
| 2014 - 2015 | Juan Bautista De Benedictis | No se corrió       | Juan Bautista De Benedictis |